# Sant Marcel de Flaçà
Sant Marcel de Flaçà (Saint-Marcel de Flassa en francès) és l'església romànica, o preromànica de transició, del segle xi, al poble de Flaçà, de la comuna de Serdinyà, a la comarca del Conflent, de la Catalunya del Nord.

## Situació
Està situada uns 200 metres separada al sud del poblet de Flaçà.

## Història
Tot i que el lloc de Flaçà és documentat des del 950 (Flaçano), l'església no ho és fins a l'any 1163, quan es consignen uns alous en el territori de la parròquia de Flaçà. Tanmateix, per les seves característiques és clarament anterior al 1163. Fou parròquia mentre Flaçà fou un poble prou habitat; en despoblar-se, perdé la parroquialitat a favor de l'església de Sant Cosme i Sant Damià de Serdinyà.

## L'edifici
És de nau única, amb un absis quadrat a llevant, ornamentat exteriorment amb arcuacions llombardes (curiosa convivència del preromànic amb el romànic de l'XI). En un cas poc habitual, la porta de l'església s'obre pel costat de tramuntana, a causa de l'important desnivell del terreny del costat de migdia. L'edifici està rematat per un campanar d'espadanya una mica malmès, d'obertura doble, situat damunt de l'arc presbiterial primitiu, a la unió entre l'absis i la nau. Tres finestres de doble esqueixada il·luminen el temple: dues a l'absis (murs est i sud) i dues més a la nau, totes dues a la façana meridional.
Del mobiliari de l'església, en destaca el gran retaule de la Mare de Déu (1730), darrere de l'altar, amb quatre estàtues de la Verge i imatges de diversos sants. Part del mobiliari de Sant Marcel va ser restaurat i dut a l'església parroquial de Sant Cosme i Sant Damià de Serdinyà.
L'església de Sant Marcel va ser declarada Monument històric de França el 1987. Propietat de la comuna de Serdinyà, com quasi totes les esglésies de l'estat francès, ha estat restaurada modernament.